# Paul Celan
Paul Pésaj Antschel o Paul Pésaj Ancel (Chernivtsi, Reino de Rumanía; 23 de noviembre de 1920-París, Francia; 20 de abril de 1970), conocido como Paul Celan, fue un poeta rumano de origen judío y habla alemana, considerado por la crítica internacional como el más grande lírico en alemán de la segunda posguerra.

## Biografía
Su nombre era Paul Pésaj Antschel o Ancel (Celan es anagrama de Ancel, su apellido en rumano), judío asquenazí; nacido en la actual Chernivtsi (en alemán, Czernowitz y en rumano, Cernăuți), en la región de Bucovina, entonces parte de Rumanía. La ciudad, que dependía del Imperio austrohúngaro hasta la Primera Guerra Mundial, pasó a Rumania en 1918 y fue anexada en 1944 por la Unión Soviética y actualmente se encuentra en Ucrania.
Su padre, Leo Antschel-Teitler, era un judío sionista y ortodoxo que abogó por educar a su hijo en hebreo; su madre, Fritzi (Friederike Schrager), era una ávida lectora de literatura en alemán e hizo de ésta la lengua de casa. Tras su Benei Mitzvá en 1933, Paul abandonó el sionismo, junto con su educación formal en hebreo y la religión, militó activamente en las organizaciones socialistas judías y apoyó la causa de la República en la guerra civil española. 
En 1938, marchó a estudiar medicina en Tours, Francia, pero retornó a Chernivtsi para estudiar literatura y lenguas románicas. En 1941, las tropas nazis ocuparon la región y reagruparon a los judíos en guetos, de forma que en 1942, mientras estudiaba en la universidad de su ciudad natal, sus padres fueron deportados a campos de exterminio; su padre pereció de tifus y su madre fue asesinada, mientras que él fue recluido en un campo de trabajo en Moldavia. Al ser liberado en 1944, marchó a Bucarest, donde trabajó en una editorial. Abandonó Rumania en 1947, para pasar una breve temporada en Viena, donde publicó su primer libro, Der Sand aus den Urnen. A causa de un exceso de errores de imprenta, retiró la edición. Lo incluiría más tarde en su primer libro publicado en Alemania, Mohn und Gedächtnis (Amapola y memoria).
En 1948 se trasladó a Francia, obtuvo la nacionalidad e impartió clases de alemán en la Escuela Normal Superior de París. Se casó con la pintora Gisèle Celan-Lestrange, nacida en el seno de una vieja familia aristocrática, conservadora y muy religiosa, de la que tuvo dos hijos (el primero fallecido a los pocos años) y que padeció severamente las infidelidades de su esposo con la poeta Ingeborg Bachmann. Vivió entre París, Alemania, Suiza e Israel.
Se ha escrito mucho sobre el histórico desencuentro entre Celan y Martin Heidegger (Celan esperaba de Heidegger, que se había interesado en su obra, un gesto de arrepentimiento explícito sobre su relación con el nazismo, que el filósofo no supo o no quiso hacer). Sin embargo, desde la publicación de La bibliothèque philosophique Paul Celan (Ens, París, 2004), se sabe con certeza que, desde 1951 hasta 1969, Paul Celan fue un fino y crítico lector de Heidegger. Jean Bollack ha mostrado cómo el poema Todtnauberg convierte el paseo con el filósofo por la Selva Negra en un descenso a los infiernos del nazismo. Asimismo, las obras de Hadrien France-Lanord y de James Lyon ponen en evidencia que el primer encuentro entre el filósofo y el poeta fue considerado como positivo por Paul Celan, ya que pudo encararse al filósofo con sus poemas (así lo expresa a su esposa en una carta del 2 de agosto de 1967: "La lectura en Friburgo tuvo un éxito excepcional: 1.200 personas me escucharon durante una hora conteniendo la respiración, después, Heidegger vino hacia mí –". La frase se interrumpe en ese punto. Al día siguiente, Celan visitó la cabaña de Heidegger en la Selva Negra, pero se negó a ser fotografiado al lado del filósofo. En su obra, también tuvo un fuerte impacto su relación amorosa con la poeta Ingeborg Bachmann, así como sus padecimientos emocionales, pues el poeta empezó a sufrir fuertes depresiones desde 1962 e incluso crisis de delirios, al punto de querer, en una ocasión, matar a su esposa. No sólo lo afectó la deportación y muerte de sus padres en un campo de concentración, sino también la acusación de plagio por parte de la viuda del poeta Yvan Goll. Ante la creciente gravedad de sus crisis, Celan aceptó hacerse internar en clínicas privadas y, pese a lo ocurrido, sostuvo un amplio y cariñoso epistolario con su esposa y su hijo Eric.
Tradujo del francés, del ruso, del inglés, del portugués, del italiano y del hebreo; sus obras más importantes en este campo fueron la versión al alemán de las obras de Arthur Rimbaud, Ósip Mandelshtam, Paul Valéry, William Shakespeare, Emily Dickinson, René Char y Emil Cioran. Su primer poemario, Amapola y memoria (1952), incluye su poema más famoso, «Todesfuge», traducido como «Muerte en fuga» o «Fuga de la muerte» (1948), una descripción del campo de exterminio nazi de Auschwitz-Birkenau que calca la estructura musical de la fuga. Son también cimas importantes de su lírica los libros La rosa de nadie (1963), Giro de aliento (1967) y Soles de hilo (1968).[cita requerida]
En total, su obra poética, compuesta entre 1938 y 1970, abarca unos 800 poemas. Su estética, influida por el surrealismo, rica en imágenes bíblicas y de difícil traducción, especialmente en su última época, expresa el sentimiento existencial de lo absurdo de la vida moderna y la imposibilidad de la comunicación, y se enfrenta con angustia a la paradoja de expresar la agonía judía en la lengua del exterminador. Al fin de su vida, sus versos se vuelven cada vez más crípticos, quebrados y monosilábicos, comparándose en cierto sentido con la música de Anton Webern.

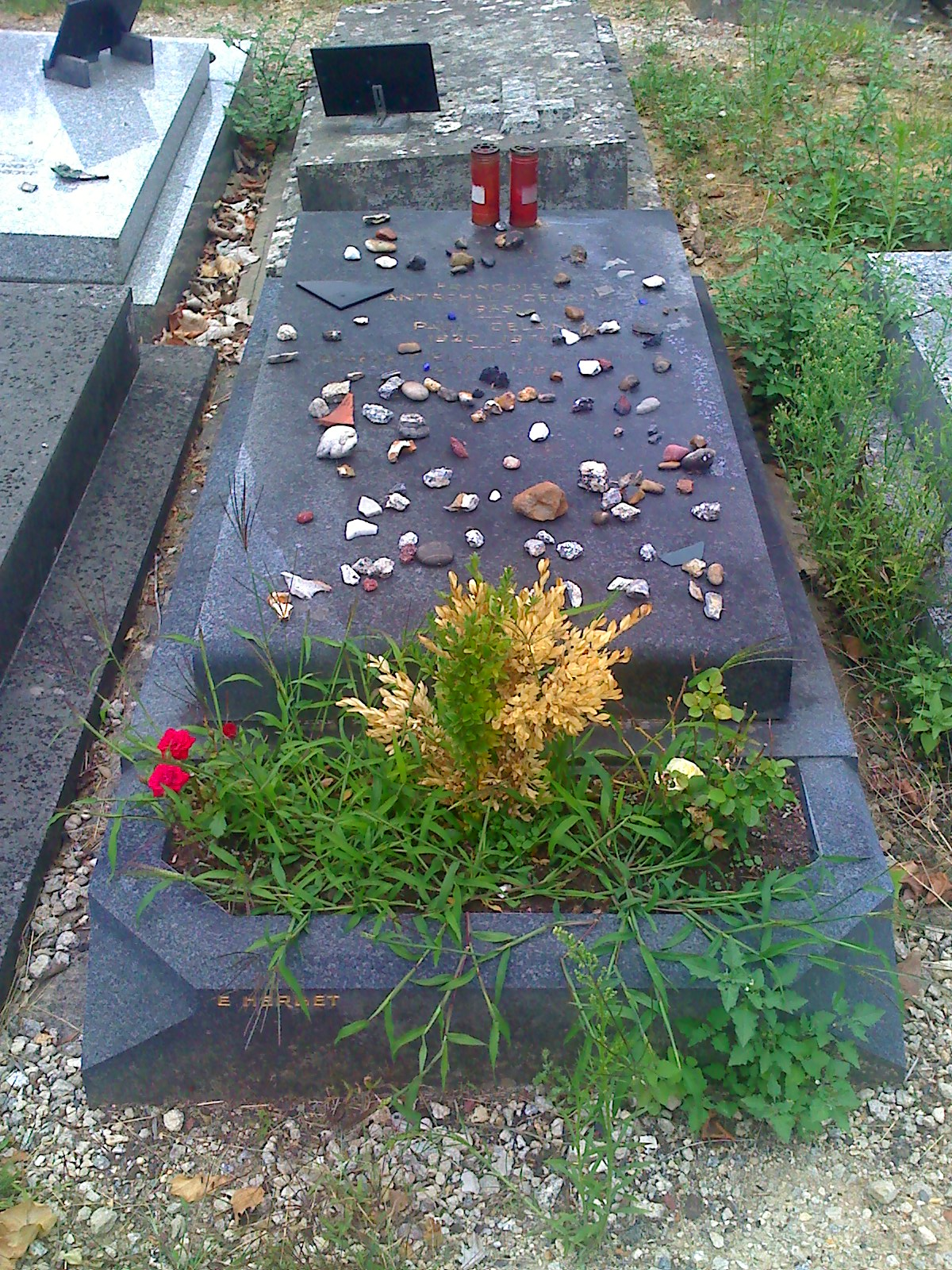
Tumba de Paul Celan.

Dueño de una lengua poética excepcional por el virtuosismo y flexibilidad de su palabra, su obra fue publicada empero algo marginalmente y la editorial Gallimard rechazó la publicación de la misma. Se confronta con tradiciones literarias muy diversas, junto a datos teológicos (en particular la mística judía, a la que accedió gracias a Gershom Scholem y Abraham Joshua Heschel), filosóficos (Benjamin, Husserl, Scheler), psicoanalíticos (Freud), científicos, históricos y personales, transformando a su obra en algo complejo y misterioso para el lector superficial. George Steiner fue el primero en afirmar que Celan era el primer poeta importante en lengua alemana de la segunda mitad del siglo XX.
Toda su obra sostiene un diálogo intelectual implacable con la obra de varios filósofos como Martin Heidegger, Walter Benjamin y Theodor Adorno, autor este último de la famosa frase según la cual no es posible escribir poesía después de Auschwitz. Adorno, aunque se interesó por su obra, no le prestó la atención que el poeta esperaba. Se suicidó arrojándose al río Sena desde el puente Mirabeau (París) en la noche del 20 de abril de 1970.

## Estilo poético
Además de escribir poesía (en alemán y, anteriormente, en rumano), fue un traductor muy activo y políglota, traduciendo al alemán literatura rumana, francesa, española, portuguesa, italiana, rusa, hebrea e inglesa. Mientras tanto, la poesía de Celan se volvió cada vez más críptica, fracturada y monosilábica, y a menudo se desviaba de la métrica poética convencional y de las estructuras del verso. Creó y utilizó neologismos alemanes, especialmente en sus últimas obras Fadensonnen ("Threadsuns") y Lichtzwang. Se ha considerado que Celan intenta destruir o rehacer la lengua alemana en su poesía, utilizándola para transmitir imágenes densas y experiencias subjetivas; en una carta a su esposa Gisèle Lestrange describió esta postura como si sintiera que "el alemán que yo hablo no es el mismo que el que hablan aquí los alemanes".
La muerte de sus padres y el trauma del Holocausto son considerados por los estudiosos como fuerzas determinantes en la poesía de Celan y en su uso del lenguaje. En su discurso del Premio de Bremen, Celan dijo sobre el lenguaje después de Auschwitz que:

Sólo una cosa permanecía alcanzable, cercana y segura en medio de todas las pérdidas: el lenguaje. Sí, la lengua. A pesar de todo, permaneció segura contra la pérdida. Pero tuvo que atravesar su propia falta de respuestas, el silencio aterrador, las mil tinieblas del habla asesina. Pasó. No me dio palabras para lo que estaba pasando, pero lo atravesó. Lo atravesó y pudo resurgir, "enriquecido" por todo ello.

Celan también dijo: "No hay nada en el mundo por lo que un poeta renuncie a escribir, ni siquiera cuando es judío y el idioma de sus poemas es el alemán."
"Todesfuge" puede haber tomado algunos motivos clave del poema "ER" de Immanuel Weissglas, otro poeta de Czernovitz. Los personajes de Margarete y Sulamith, con sus cabellos dorado y ceniciento respectivamente, pueden interpretarse como un reflejo de la cultura judeoalemana de Celan, mientras que el "Maestro de Alemania", de ojos azules, encarna el nazismo alemán.

## Obra
- Der Sand aus den Urnen (1948) (La arena de las urnas)
- Mohn und Gedächtnis (1952) (Amapola y memoria. Traducción y notas de Jesús Munárriz. Edición bilingüe. Madrid, Ediciones Hiperión, 1985; 3.ª edición revisada, 1996).
- Von Schwelle zu Schwelle (1955) (De umbral en umbral. Traducción y notas de Jesús Munárriz. Madrid, Ediciones Hiperión, 1985).
- Sprachgitter (1959) (Rejas de lenguaje / Reja de locutorio)
- Gespräch im Gebirg (texto poetológico sobre el desencuentro con Theodor Adorno) (1959) (Conversación en la montaña)
- Der Meridian (discurso pronunciado al recibir el premio Georg Büchner en 1960, impreso en 1961) (El Meridiano)
- Die Niemandsrose (1963) (La rosa de Nadie)
- Atemwende (1967) (Giro del aliento // Cambio de aliento)
- Fadensonnen (1968) (Soles de hilo // Soles-filamentos)
- Lichtzwang (póstumo, 1970) (Compulsión de luz / Luz a la fuerza)
- Schneepart (póstumo, 1971) (Parte de la nieve / Particela de nieve)
- Zeitgehöft (póstumo, 1976) (Patios de tiempo / Granja de tiempo)
- Das Frühwerk (obra de juventud, 1989)
- Die Gedichte (obra poética completa, anotada por Barbara Wiedemann, 2003)

### Obras completas

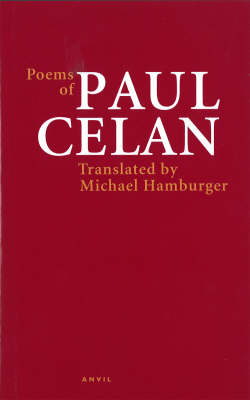
Poemas de Paul Celan, en inglés.

- Celan, Paul (2013). Obras Completas Paul Celan. Traducción de José Luis Reina Palazón, colección La Dicha de Enmudecer, rústica (Séptima edición). Madrid: Editorial Trotta. pp. 528. ISBN 978-84-8164-297-1.

### Obra diversa
- Celan, Paul (2015). Microlitos. Aforismos y textos en prosa. Edición de Barbara Wiedemann, Bertrand Badiou; traducción de José Luis Reina Palazón, colección La Dicha de Enmudecer, rústica. Madrid: Trotta. ISBN 978-84-9879-526-4.
- – (2010). Poemas y prosas de juventud. Colección La Dicha de Enmudecer, rústica. Madrid: Trotta. ISBN 978-84-9879-182-2.
- – (2003). Los poemas póstumos. Traducción de José Luis Reina Palazón, colección La Dicha de Enmudecer, rústica. Madrid: Trotta. ISBN 978-84-8164-598-9.

### Correspondencia
- Correspondencia entre Paul Celan y Nelly Sachs. Madrid: Trotta, 2007.
- Correspondencia entre Paul Celan y Gisèle Celan-Lestrange. Madrid: Siruela, 2008.

### Sobre Paul Celan
- Bollack, Jean. Piedra de corazón. Edición ampliada por Arnau Pons. Madrid: Arena Libros, 2001.
- Bollack, Jean. Poesía contra poesía. Celan y la literatura. Madrid: Editorial Trotta, 2005.
- Caner-Liese, Robert. Gadamer, lector de Celan. Barcelona: Editorial Herder, 2009.
- Cuesta Abad, José Manuel. La palabra tardía. Hacia Paul Celan. Madrid: Editorial Trotta, 2001.
- Derrida, Jacques. Schibboleth. Para Paul Celan. Con un ensayo de Jorge Pérez de Tudela. Madrid: Arena Libros, 2002.
- Felstiner, John. Paul Celan: Poeta, superviviente, judío. Madrid: Editorial Trotta, 2002.
- Gadamer, Hans-Georg. ¿Quién soy yo y quién eres tú? Comentario a "Cristal de aliento" de Paul Celan. Barcelona: Editorial Herder, 1999.
- Hamacher, Werner. Para - la filología / 95 Tesis sobre la filología, Buenos Aires: Miño y Dávila editores, 2011.
- Hamacher, Werner. Lingua amissa, Buenos Aires: Miño y Dávila editores, 2012.
- Lacoue-Labarthe, Philippe. La poesía como experiencia. Madrid: Arena Libros, 2004.
- Mujica, Hugo. Poéticas del vacío. Orfeo, Juan de la Cruz, Paul Celan, la utopía, el sueño y la poesía. Madrid: Editorial Trotta, 2004.
- Pons, Arnau. Celan, lector de Freud. Palma: Lleonard Muntaner Editor, 2006.
- Pons, Arnau. Nissaga d'abolits. Palma: Lleonard Muntaner Editor, 2010.
- Solomon, Petre. Paul Celan y Rumanía: "La adolescencia de un adiós". Palma: Objeto Perdido, 2010.
- Szondi, Peter. Estudios sobre Celan. Madrid: Editorial Trotta, 2005.